# 尉健行
尉健行（1931年1月2日—2015年8月7日），浙江新昌人，中国共产党和中华人民共和国政治人物，原正国级领导人，曾任中共中央政治局常委、中央纪律检查委员会书记、中央书记处书记、中华全国总工会主席。

## 生平

### 早年经历
尉健行出生在浙江省新昌县的一个普通教师家庭。早年，曾先后读于浙江新昌南明小学、新昌中学、天台育青中学、杭州安定中学；1947年至1949年，在上海光华大学附中学习，并加入中共的秘密外围组织，多次参与组织学生运动，于1949年3月，正式加入中国共产党。
1949年9月，尉健行进入大连工学院机械系机械制造专业学习，1950年当选为学生党支部书记，在校期间因爱看苏联小说而获得（俄语意为钢笔）这一绰号；1952年毕业后，在东北人民政府工业部有色金属管理局抚顺俄语训练班进修；于1953年至1955年间，赴苏联乌拉尔卡明斯克铝加工厂学习企业管理。留学期间，尉健行完成工厂学习、实习任务的同时，还自学了斯维特洛夫工学院经济工程系的主要课程。
1955年回国后，尉健行被分配到任国营东北轻合金加工厂工作。历任厂生产计划科副科长、科长，车间主任，厂长办公室主任、厂生产总指挥、厂党委常委等职务；参与组织编写了46万字的工厂管理方法等材料。文化大革命期间，尉健行受冲击，下放车间劳动。1970年恢复工作后，历任国营东北轻合金加工厂生产部部长，厂革委会副主任、党委常委、党委副书记等职务；1978年6月起，担任东北轻合金加工厂厂长、党委书记；前后在这家国营企业工作二十五年。

### 步入政坛
1980年，49岁的尉健行被选拔到首期中共中央党校一年制中青年干部培训班学习。学习结束后，出任中共哈尔滨市委副书记、兼市长；后在中共十二大上，当选候补中央委员。1983年10月，尉健行调升中华全国总工会副主席、书记处书记、党组副书记。在中央工作期间，他受到高中的校友、时任中共中央书记处书记、中央组织部部长的乔石欣赏；不久，提拔尉健行作自己的副手，任中组部副部长。1985年，更进一步，接任乔石担任中组部部长，并在当年9月召开的中共全国代表会议上，被增选为中央委员会委员。
在任中组部部长期间，尉健行亲自考察了大量青年干部，落实中央关于平反冤假错案的要求，坚决清理“文革”中的“三种人”，受到时任中共中央总书记胡耀邦的赏识。1987年，胡耀邦下台后，尉健行受到波及，被调任到新恢复设立的中华人民共和国监察部担任部长、党组书记，并连任第十三届中共中央委员。在任监察部部长期间，尉健行主持了数项监察系统的法律法规，并在全国各地县级以上重新架构了行政监察机关，完善了监察系统。

### 执掌中纪委
在1992年10月召开的中共十四届一中全会上，尉健行晋升中央政治局委员、并当选中央书记处书记，还接替乔石出任中央纪律检查委员会书记。1993年10月，尉健行当选为中华全国总工会第十二届执行委员会主席。在陈希同因涉嫌贪腐下台后，尉健行于1995年4月至1997年8月还兼任中共北京市委书记。
1997年9月19日，尉健行在中共十五届一中全会上当选中共中央政治局常委（排名第六）、中央书记处书记，成为正国级领导人，并连任中央纪律检查委员会书记。翌年连任中华全国总工会主席。
尉健行在任中纪委书记后，具体落实了“中央纪委、监察部合署办公”的方略，参与领导了全国范围的严打活动。据资料显示，由1993年至1997年，各级纪律、检察机关共立案六十八万馀件，结案六十三万馀件，开除党籍处分有六十三万多人，其中包括前中共北京市委书记陈希同案。从1993年到2002年的十年里，共有41名省部级以上官员受到查处；除陈希同外，还包括了，前全国人大常委会副委员长成克杰，辽宁省副省长慕绥新，公安部副部长李纪周等人。据《瞭望东方周刊》引述原中央纪委副部级官员吴振钧的话，称成克杰案是在尉健行的直接领导下突破的，半年内查清了其贿4100多万元的问题，并使成克杰成为中华人民共和国历史上首个因腐败被判死刑的国家领导人。
2002年中共十六届一中全会后，71岁的尉健行卸任中共中央政治局常委和中央纪委书记职务退休，由时任中共山东省委书记吴官正接任。

### 逝世
2015年8月7日8时，尉健行因病医治无效在北京医院逝世，享年85岁（满84周岁）。
2015年8月16日，尉健行遗体在北京八宝山革命公墓火化。习近平、李克强、张德江、俞正声、刘云山、王岐山、张高丽、胡锦涛等前往八宝山送别，江泽民在外地送花圈表示哀悼。
新华社发文称：「中国共产党的优秀党员，久经考验的忠诚的共产主义战士，无产阶级革命家、政治家，党和国家的卓越领导人」；并特别在其官方生平中提到，在六四事件中，尉健行“经受住了严峻考验”。

## 著作
- 《工会的基本职责》 2005-09 中国工人出版社
- 《论党风廉政建设和反腐败斗争》2009-09  中国方正出版社
- 《尉健行谈工会工作》（上下册）2015-04工人出版社